# Taílson
José Ilson dos Santos, mais conhecido como Taílson, (Nossa Senhora da Glória, 29 de novembro de 1975) é um ex-futebolista brasileiro, que atuava como atacante. Jogou futebol durante vinte anos e passou por clubes como Botafogo, Sport-PE e América-MG, além de ter jogado em outros países como Portugal, Bélgica, China e Japão.

## Carreira
Taílson iniciou sua carreira no Bahia no ano de 1993. Ficou no tricolor baiano até 1995, quando foi para o XV de Piracicaba. Atuando em clubes do interior de São Paulo, passou ainda por Matonense e Botafogo-SP, em 1998.
Teve passagens ainda por Brasil de Pelotas, antes de ir para fora do Brasil. Atuou no Gamba Osaka, do Japão, em 1999. Mas Taílson ainda teria chances em grandes clubes de seu país. Jogou, em 2000, pelo Sport onde fora artilheiro pelo time com 13 gols assim como Leonardo e pelo Botafogo em 2001 e 2002.
Jogou também no SC Braga, de Portugal, em sua primeira passagem pelo futebol europeu. Taílson ainda voltaria para o Brasil para defender o Juventude em 2003 e o Paulista.
Voltou para a Europa, mais precisamente para a Bélgica, onde defendeu o KSC Lokeren entre 2004 e 2005 e o Excelsior Mouscron, por empréstimo, na temporada 2005-06. Teve ainda uma passagem pela China, onde jogou no Shenyang Ginde. Voltou à Europa para jogar no Lierse SK, da Bélgica, na temporada 2006-07 e ainda no SC Braga.
Taílson, em sua volta ao Brasil, jogou por Athletico-PR, Fortaleza e Confiança, de Sergipe, na Série C. Em 2009, assinou com o América Mineiro, que voltava à primeira divisão do Campeonato Mineiro de Futebol.
Em 2011 volta a sua terra natal, Sergipe, jogando pelo River Plate-SE. Ainda nesse ano, o experiente atacante é contratado pela Atlético Gloriense, equipe de Nossa Senhora da Glória, para as disputas do Campeonato Sergipano da Série A2 de 2011.

## Títulos
Bahia
- Campeonato Baiano: 1994

XV de Piracicaba
- Campeonato Brasileiro - Série C: 1995

Fortaleza
- Campeonato Cearense: 2008

Seleção Brasileira sub-20
- Mercosul pela Seleção Sub-20: 1995